# مارکو زانوسو

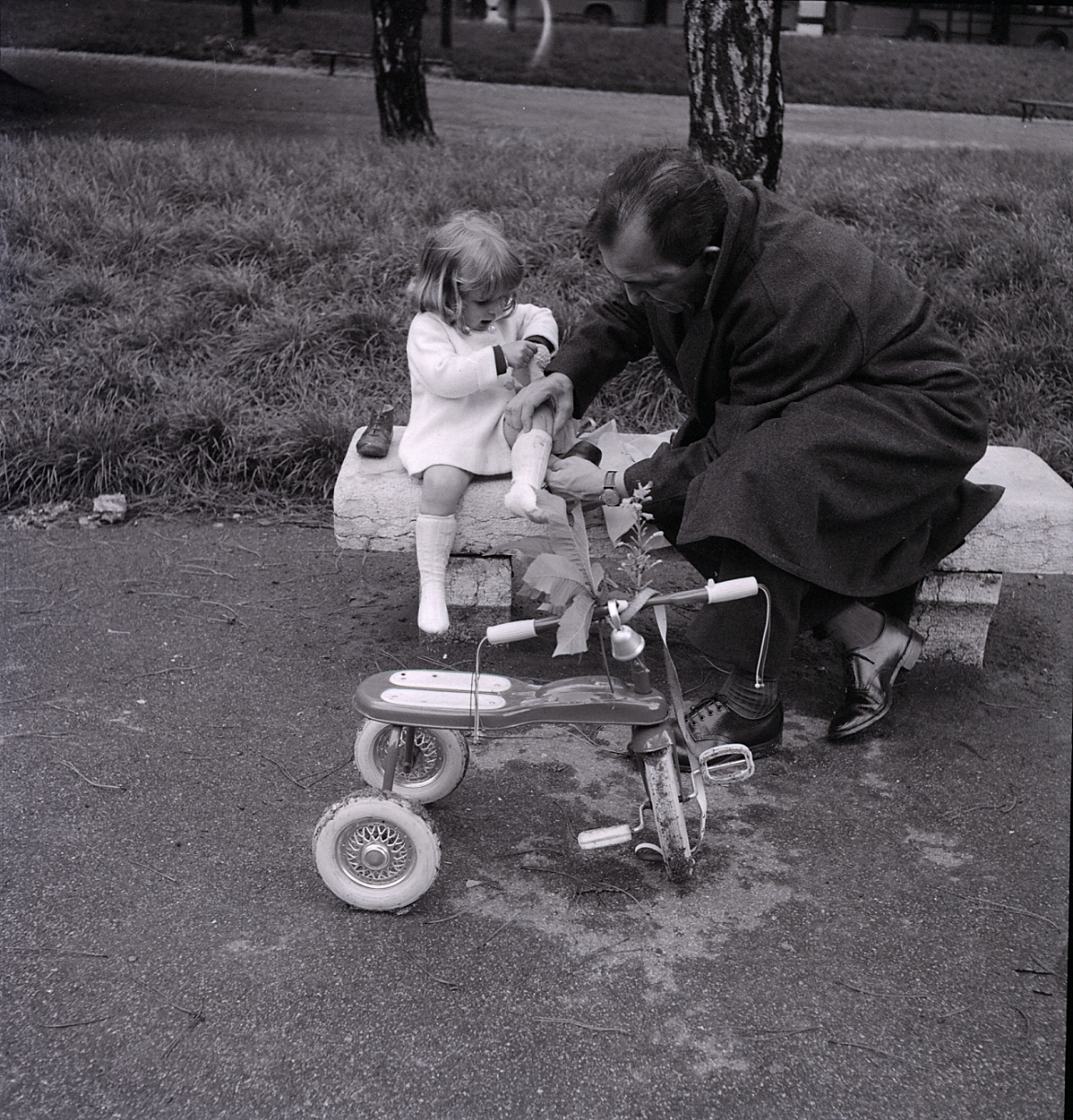
عکس مارکو زانوسو توسط: پائولو مونتی، ۱۹۶۰ میلادی

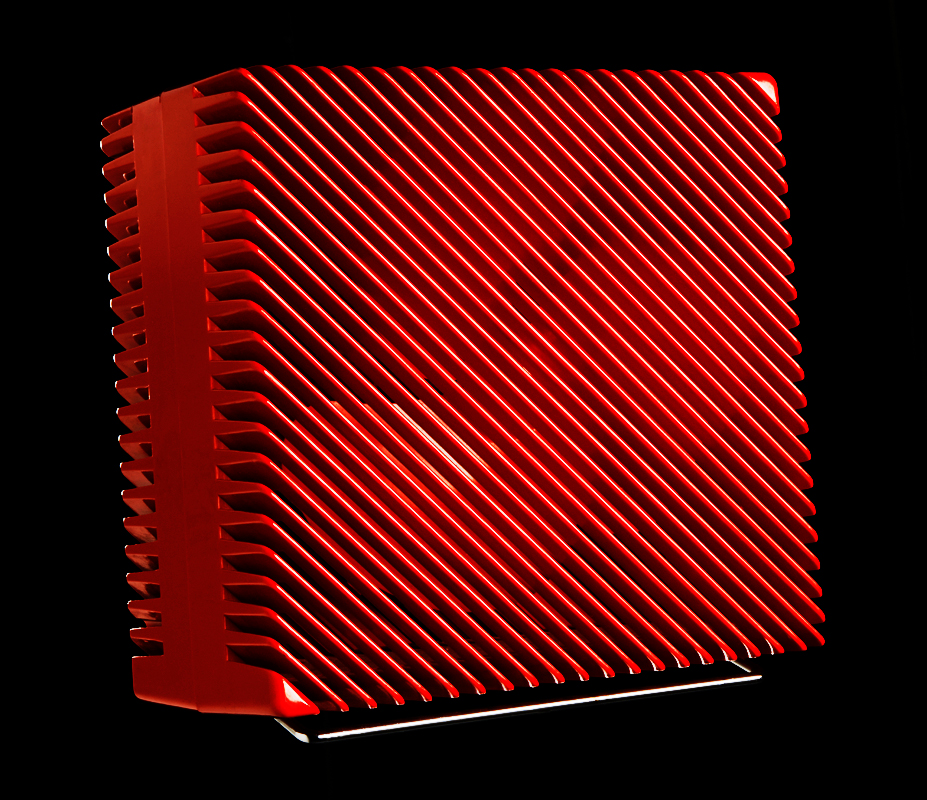
پنکهٔ «آریانته» زانوسو برای وورتیچه

مارکو زانوسو (زادۀ ۱۴ مه ۱۹۱۶ میلادی – درگذشتۀ ۱۱ ژوئیه ۲۰۰۱ میلادی) معمار و طراح برجستۀ مدرنیست ایتالیایی بود.

## اوایل زندگی

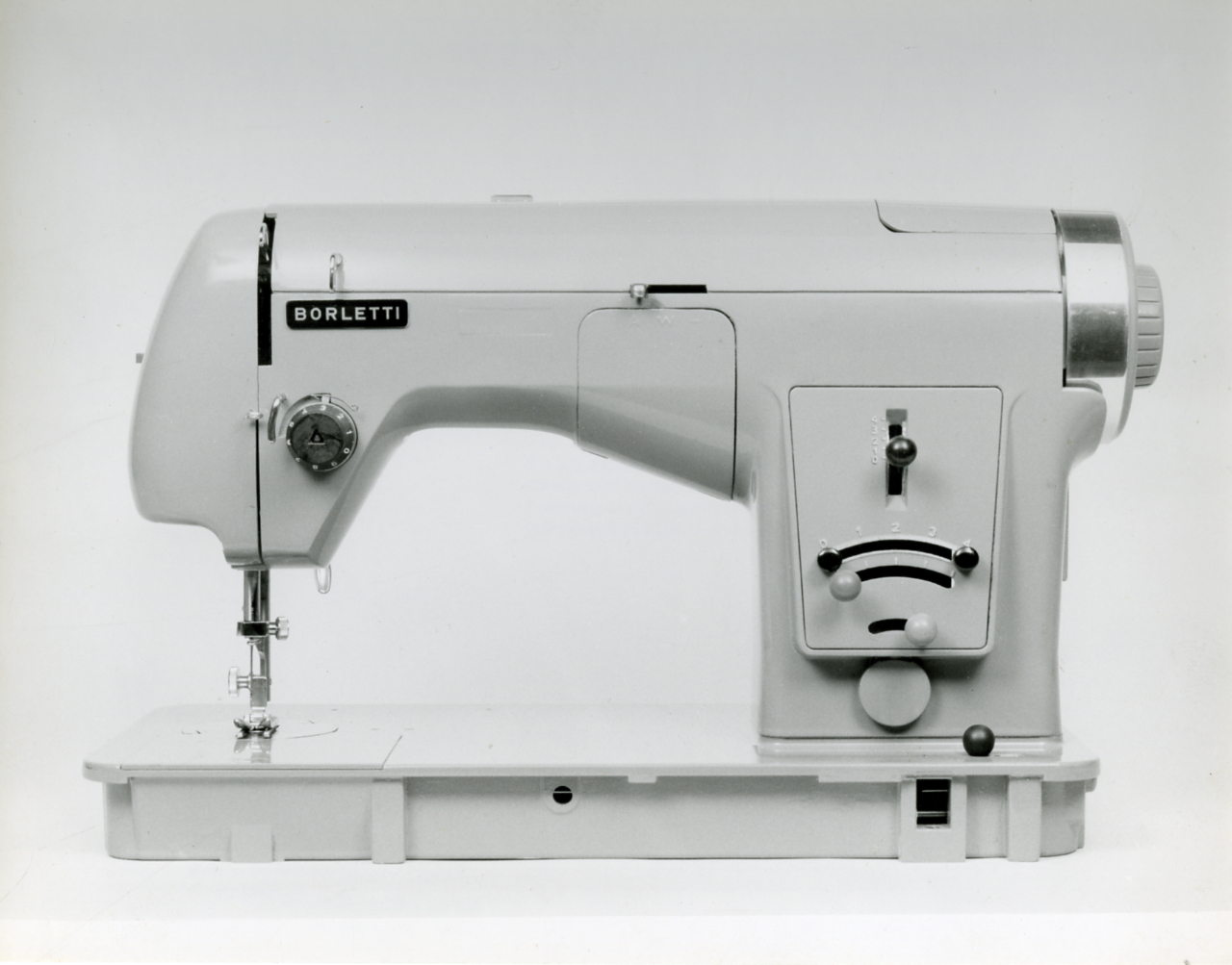
چرخ خیاطی مدل ۱۱۰۲ (برادران بورلتی)، برندهٔ جایزهٔ پرگار طلا. عکس پائولو مونتی، ۱۹۵۶ میلادی

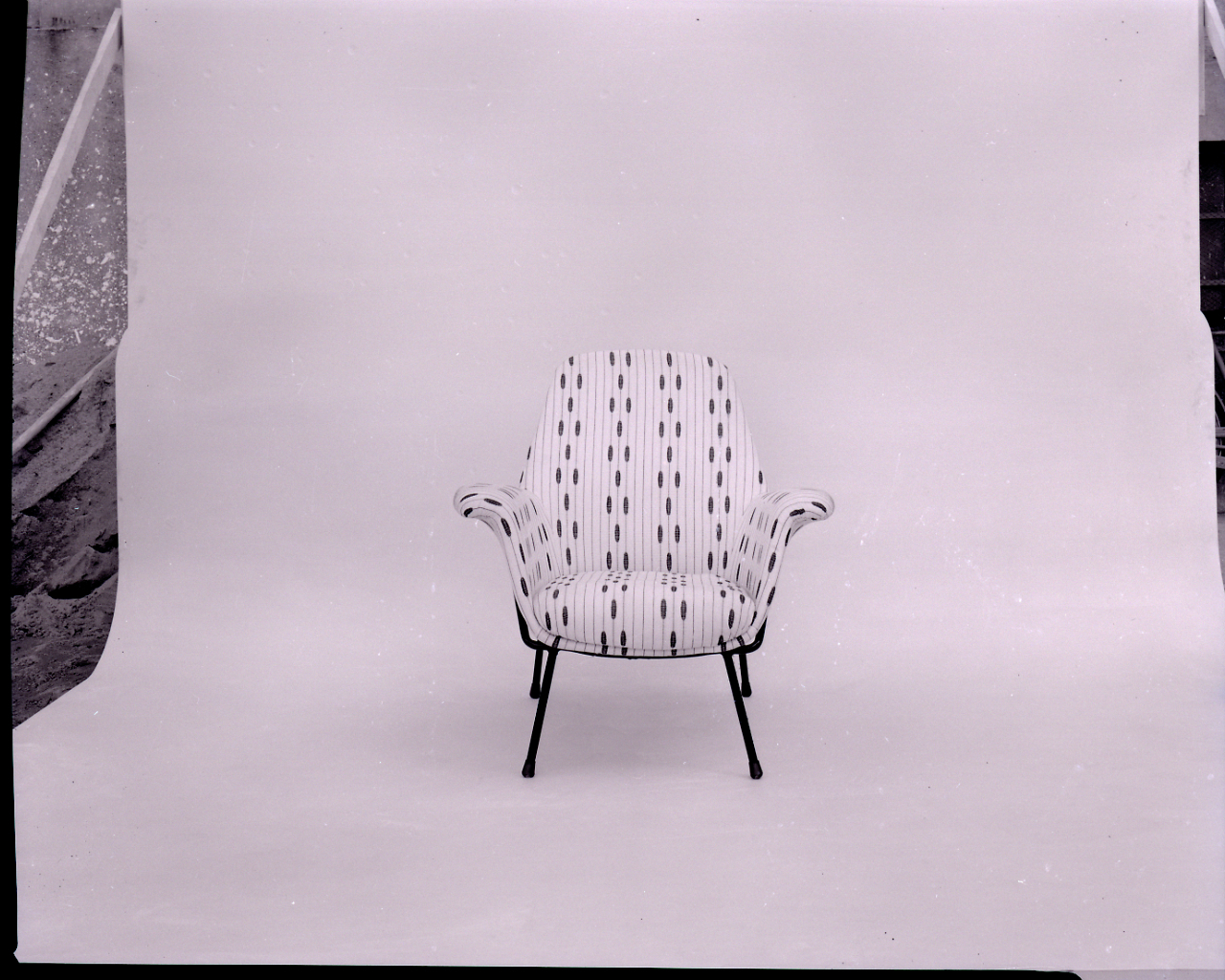
صندلی راحتی مارتینگالا (آرفلکس). عکس از: پائولو مونتی، ۱۹۷۵ میلادی

مارکو زانوسو در ۱۴ مه ۱۹۱۶ میلادی در میلان (ایتالیا) به دنیا آمد. او یکی از گروهی از طراحان ایتالیایی اهل میلان بود که ایده بین‌المللی «طراحی خوب» را در سال‌های پس از جنگ شکل داد. او تحصیلات خود را در رشته معماری در دانشگاه پلی‌تکنیک میلان در سال ۱۹۳۴ میلادی آغاز کرد و در سال ۱۹۳۹ میلادی فارغ‌التحصیل شد. در طول جنگ جهانی دوم در نیروی دریایی خدمت کرد و به دنبال آن دفتر طراحی خود را در سال ۱۹۴۵ میلادی افتتاح کرد. از ابتدای کار خود در «دوموس» جایی که او به عنوان ویراستار از ۱۹۴۹–۱۹۴۷ میلادی و در «کازابلا» که در سال‌های ۱۹۵۶–۱۹۵۲ میلادی سردبیر بود، جایی که همراه با همکاری نزدیک او با ارنستو ناتان راجرز و دیگران، به ایجاد تئوری‌ها و ایده‌آل‌های پر انرژی جنبش طراحی مدرن کمک کرد. به عنوان استاد معماری، طراحی و شهرسازی در دانشگاه پلی‌تکنیک میلان از اواخر دهۀ ۱۹۴۰ تا ۱۹۸۰ میلادی، و به عنوان یکی از اعضای بنیانگذار انجمن طراحی صنعتی (آ‌دی‌ای) در دهۀ ۱۹۵۰ میلادی، او همچنین تأثیر مشخصی بر نسل بعدی طراحی که از ایتالیا برخاستند داشت.

## موزه‌ها
آثار او در موزۀ هنر مدرن در نیویورک قرار دارد، در موزه‌های تری‌ینال دی میلانو، نیز آثار او قرار دارد.